# Finžgarjeva ulica, Novo mesto
Finžgarjeva ulica je ena od ulic v Novem mestu. Od leta 1993 se imenuje po pisatelju in duhovniku Franu Saleškem Finžgarju. Med letoma 1986 in 1993 se je imenovala Runkova ulica, pred letom 1986 pa je bila del Regrče vasi. Danes ulica obsega 22 hišnih številk, poteka pa med ulico K Roku in Vidmarjevo ulico.